# Topdrive
Un topdrive est un moteur situé sur le rail vertical d'une plate-forme de forage et délivrant un couple aux tiges de forage.
Il remplace la table d'entrainement rotatif.